# Glimmersandgrube Helsighausen
Die Glimmersandgrube Helsighausen liegt bei Helsighausen in der Gemeinde Raperswilen, Kanton Thurgau. Dem künstlichen Geotop wird eine nationale Bedeutung angerechnet, da es Aufschlüsse über die geologische Geschichte der Region gibt.

## Geographie
Die Glimmersandgrube befindet sich etwas nordwestlich von Helsighausen und erstreckt sich über einige Hektare. Da die Sand- und Kiesablagerungen normalerweise von fliessenden Gewässern gebildet wird, ist die Lage der Glimmersandgrube auf dem Seerücken, rund 200 Metern über dem Bodensee, sehr aussergewöhnlich.
Die Abbauwände sind zwischen sechs und zehn Meter hoch und relativ gut zugänglich.

## Geologie

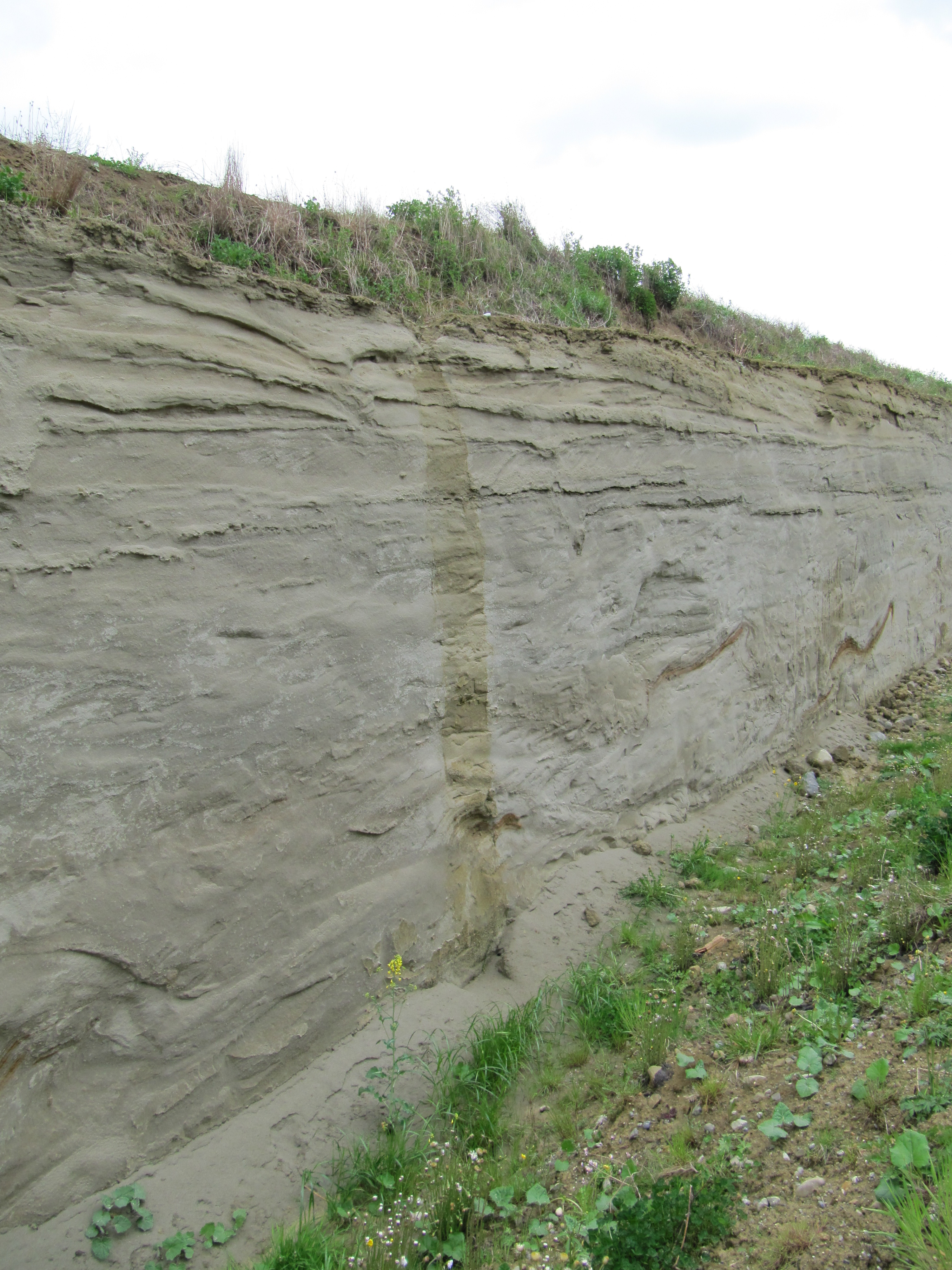
An den Abbauwänden der Glimmersandgrube Helsighausen lässt sich die Schichtstruktur der Sedimente gut erkennen.

### Entstehung der Glimmersandgrube
Sand- und Kieslagen wie die der Glimmersandgrube in Helsighausen stammen üblicherweise von einem Fliessgewässer. Dies lässt sich auch an den schräg abgeschnittenen Schichten an den Abbauwänden der Sandgrube erkennen. Der Aufbau der Sedimente deutet somit auf eine weite Flussebene mit Mäander hin. Aus Nordbayern und aus den Hohen Tauern südlich von Salzburg kam ein breiter Strom, welcher längs des Alpenvorlandes von Osten nach Westen floss und ins Mittelmeer mündete. Dieser lagerte den glimmerhaltigen Sand vor 16 bis 12 Mio. Jahren auf seinem Grund ab. Daraus entstand schlussendlich der helle, kalkreiche Knauersandstein, der auch Glimmersand genannt wird und zu den jüngsten Molasseschichten der Ostschweiz gezählt wird.
Das ehemalige Flusstal, welches etwa auf der Achse von dem heutigen Konstanz, Frauenfeld, Winterthur und Zürich liegt, liess eine Glimmersandrinne übrig. Nur wenige dieser Glimmersandvorkommen wurden allerdings erschlossen und sind heute sichtbar.
In der Molassezeit senkte sich das Alpenvorland. So lagerten sich grosse Mengen von Steinen und Sand ab. Diese Schichten sind insgesamt bis zu 4000 Meter dick. Später wurde auch das Alpenvorland von der Alpenhebung erfasst. Dadurch sind neue Flüsse entstanden, welche Täler in die Ebene schnitten. Die Erosion wurde zusätzlich durch die Gletscher aus den Eiszeiten unterstützt. Deshalb liegt die Glimmersandgrube in Raperswilen heute über dem Talniveau. Die Feinsandschichten, welche sich eher oben befinden, lagerten sich in einem Niedrigenergie-Milieu ab. Vor allem die untersten Meter weisen gröbere Sandsteine auf, die Knauerbildungen und zum Teil auch Konglomeratlagen enthalten.

### Geologische Funde
Durch Verwitterung wurden zahlreiche fossile Strukturen im Sandstein sichtbar, darunter auch Makrofossilien sowie Treibholzansammlungen. Zwischen dem Glimmersand sind auch immer wieder Ansammlungen von Mergel zu finden, welche teilweise wertvolle Kleinsäugerfauna enthalten. An einer Stelle wurde eine Lage von Blattresten in gutem Zustand gefunden. Die Sandgrube zählt ausserdem zur wichtigsten Säugerfundstelle der Oberen Süsswassermolasse (OSM) der Ostschweiz.

## Nutzung

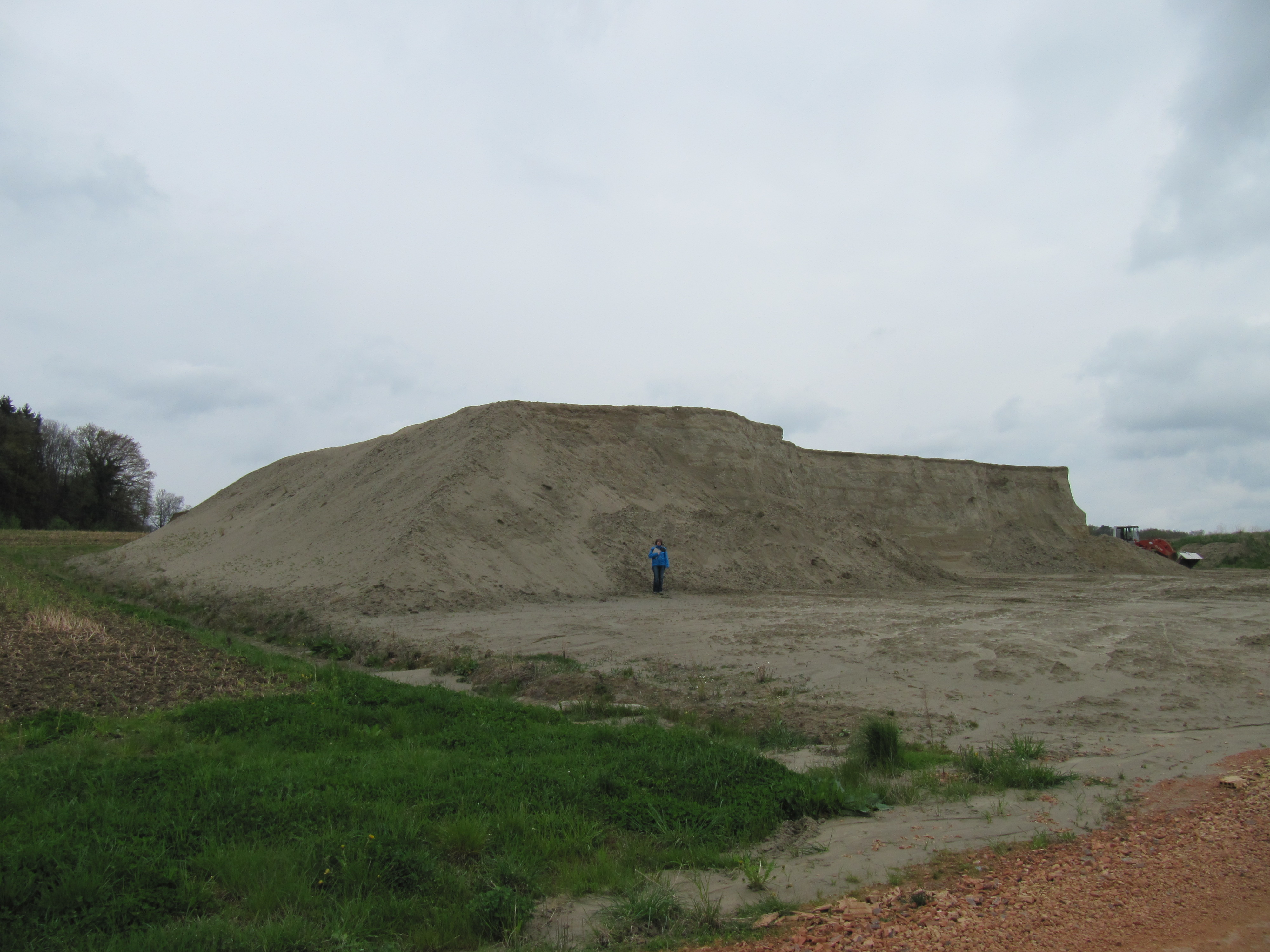
Vor der Grube befindet sich eine Halde aus Glimmersand, der für die Ziegelproduktion abgetragen wird.

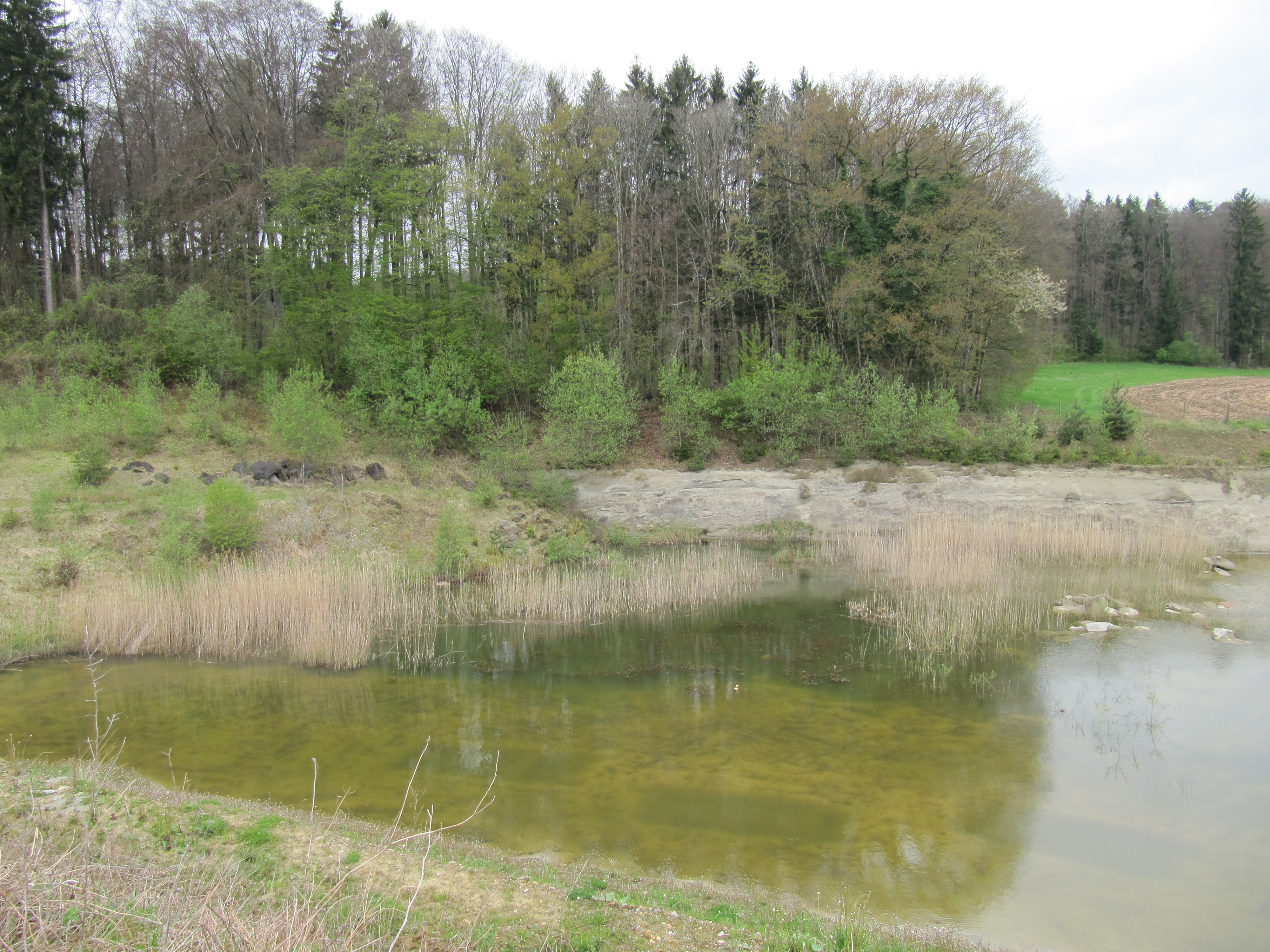
Älteres, rekultiviertes Abbaugebiet der Glimmersandgrube in Helsighausen

Der Glimmersand wird seit 1986 für die Dachziegelproduktion abgetragen. Der Abbau wurde in verschiedene Etappen gegliedert, so dass Bereiche, die bereits längere Zeit brach liegen, jeweils wieder rekultiviert und teilweise aufgefüllt werden können. Dadurch wurden Ersatzbiotope und Vernetzungskorridore geschaffen. Durch den nur sporadisch betriebenen Abbau entstanden mit der Zeit ausserdem gute Aufschlussverhältnisse mit gut zugänglichen Abbauwänden.
Die Glimmersandgrube ist ein anthropogener Aufschluss (von Menschen geschaffen) und gehört deswegen zu den Geotopen des Kantons Thurgau. Sie sind geowissenschaftlich bedeutungsvoll, meistens naturbelassen, kartographiert und pädagogisch aufbereitet.